# Су-29
Су-29, СУ-29 — двухместный спортивно-пилотажный самолёт разработки ОКБ Сухого.

## История
В 1990 году в ОКБ Сухого были начаты работы по проектированию двухместного учебно-тренировочного и спортивного самолёта, который стал бы дальнейшим развитием Су-26М.
Основой успеха на соревнованиях по пилотированию являются многочасовые тренировки пилотов. В 1991 году в ОКБ Сухого приступили к проектированию самолёта для обучения спортивных лётчиков. За счёт того, что самолёт проектировался в двухместном варианте, это могло сократить время обучения пилотов и затраты на тренировки.
Самолёт был готов уже через год после начала проектирования. Это стало возможным потому что большинство систем и агрегатов было использовано от спортивного самолёта Су-26. Основные отличия: была добавлена ещё одна кабина пилота, увеличен размах крыльев и длина фюзеляжа. Композиционные материалы составляет 60% всей конструкции самолёта. Су-29 стал тяжелее Су-26 на 60 кг. Управление самолётом возможно и одним пилотом, при этом машина соответствует лётным характеристикам Су-26.
В 1991 году началась постройка двух прототипов самолёта, которые предназначались для проведения лётных испытаний. Дополнительно были построены ещё два прототипа — для статиспытаний. В конце 1991 года были проведены первые опытные полёты прототипа Су-29, а уже в мае 1992 года состоялся полёт первой серийной машины. Первый спортивный опыт самолёт получил в 1992 году на мировой олимпиаде во Франции, где он был отмечен специалистами как очень хорошая и перспективная модель. Практически сразу после этих состязаний завод-изготовитель получил заказ от США на поставку 12 самолётов. Всего в другие страны мира было поставлено около 50 самолётов.В 1994 году был создан опытный Су-29КС, который оснастили катапультными креслами СКС-94, разработки объединения «Звезда». Серийная модификация этого самолёта с данными креслами получила обозначение Су-29М.
Всего было выпущено более 60 самолётов типа Су-29, в настоящее время выпуск самолётов этого типа прекращён. Они эксплуатируются в России, в Австралии, Великобритании, США, ЮАР и других странах как учебно-тренировочные самолёты. В 1997 году ВВС Аргентины приняли решение о закупке семи самолётов Су-29, для повышения подготовки лётчиков. На аргентинских самолётах установлен винт немецкого производства, новый фонарь кабины экипажа, изготовленный в Швеции, колёса шасси и авионика (в том числе и приёмник спутниковой навигационной системы GPS) производства США.

## Конструкция[4]
Су-29 - двухместный свободнонесущий одномоторный низкоплан с поршневым двигателем и неубирающимся трёхопорным шасси с хвостовым колесом. Самолёт оснащён дымообразующий системой для визуализации полёта. Самолёт предназначен для обучения, тренировок и участия в соревнованиях по акробатическому пилотажу с выполнением фигур в прямом и перевёрнутом полёте.
Фюзеляж самолёта ферменной конструкции, обшивка выполнена из стеклопластика с сотовым наполнителем. Две кабины расположены друг за другом. В передней кабине находится место для инструктора, а в задней для курсанта. При пилотировании самолёта в одиночном варианте управление осуществляется из второй кабины. Обе кабины оснащены катапультами креслами.
Крыло неразъёмное, трапециевидное в плане, с двумя лонжеронами и набором нервюр. Обшивка крыла выполнена из стеклопластика с сотовым наполнителем. Хвостовое оперение имеет аналогичную конструкцию.
Силовая установка поршневой двигатель воздушного охлаждения М-14П мощностью 360 л.с. Винт трёхлопастной.
Бортовое оборудование комплектуется в зависимости от пожеланий заказчика.

## Модификации
| Название модели | Краткие характеристики, отличия.                    |
| --------------- | --------------------------------------------------- |
| Су-29КС         | Опытный Су-29 с катапультным креслом СКС-94 (1994). |
| Су-29М          | Серийный Су-29 с катапультным креслом СКС-94.       |
| Су-29AR         | Модификация для ВВС Аргентины.                      |

## Лётно-технические характеристики
| Характеристика                                | Показатель |
| --------------------------------------------- | ---------- |
| Производитель                                 | ОКБ Сухого |
| Двигатель                                     | 1хПД М-14П |
| Размах крыла                                  | 8,20 м     |
| Длина                                         | 7,29 м     |
| Высота                                        | 2,74 м     |
| Площадь крыла                                 | 12, 24 м²  |
| Вес пустого самолёта                          | 735 кг     |
| Нормальная взлётная масса                     | 862 кг     |
| Экипаж                                        | 2          |
| Максимально допустимая скорость:              | 450 км/ч   |
| Максимальная скорость горизонтального полёта: | 385 км/ч   |
| Дальность полёта                              | 1200 км    |
| Максимальная скороподъёмность                 | 1600 м/мин |
| Практический потолок                          | 4000 м     |
| Макс. эксплуатационная перегрузка             | 12         |